# Ctenotus aphrodite
Ctenotus aphrodite är en ödleart som beskrevs av Ingram och Czechura 1990. Ctenotus aphrodite ingår i släktet Ctenotus och familjen skinkar. Inga underarter finns listade i Catalogue of Life. Artepitet i det vetenskapliga namnet syftar på den grekiska gudinnan Afrodite.
Holotypen är utan svans 72 mm lång och hela längden är 229 mm. Typisk är fem svarta längsgående strimmor på ryggen med vit mellanrum. Dessutom finns vita fläckar på svart grund. Andra kroppsdelar har en brun färg. På artens bruna extremiteter finns svarta strimmor. Handflatan och fotsulan är rosa till vit.
Arten förekommer i västra Queensland i Australien. Honor lägger ägg. ödlan har fem fingrar och fem tår.